# Chaoyangsauridae
Chaoyangsauridae es una familia extinta de dinosaurios marginocéfalos ceratopsianos que vivieron en el Jurásico superior (hace aproximadamente 160 y 147 millones de años, desde el Oxfordiense hasta el Titoniense), en lo que hoy es China.

## Historia
Esta familia fue creada en 1999 por Zhao et al., con el fin de incluir a Chaoyangsaurus, un ceratopsiano basal de finales del período Jurásico. Cuatro géneros son reconocidos: Chaoyangosaurus, Hualianceratops, Xuanhuaceratops, y Yinlong.